# Miss World

Miss-World-Logo

Miss World ist der Titel einer gewählten Schönheitskönigin, der seit 1951 jedes Jahr neu durch einen Schönheitswettbewerb verliehen wird. Die Kandidatinnen werden in nationalen Wettbewerben ausgesucht und nach einer Medienkampagne wird die schönste Frau als Königin für ein Jahr ausgewählt. Der Titel ist verbunden mit zahlreichen Preisen und gleichzeitig mit Verpflichtungen gegenüber den Sponsoren und Preisstiftern der Wettbewerbe.
Bis 1988 fand die Wahl stets in London statt. 1981 bis 2004 wurden im Rahmen dieser Veranstaltung auch kontinentale Schönheitsköniginnen bestimmt, mit dem Titel Queen of vor dem Namen des Kontinents, zum Beispiel Queen of Europe.
Als Konkurrenzveranstaltung zur Miss-World-Wahl existiert unter anderem die Wahl der Miss Universe. Für männliche Kandidaten gibt es die Wahlchance zum Mister World.
Die Länder mit den meisten Siegen sind Venezuela und Indien mit jeweils sechs Preisträgerinnen. Danach kommen Jamaika und Großbritannien mit vier (sofern man den Sieg der Britin Helen Morgan 1974 nicht berücksichtigt, die den Titel mehrere Tage später zurückgab), sowie Island, Schweden und die USA mit jeweils drei.
Aus dem deutschsprachigen Raum stammen mit zwei Österreicherinnen und zwei Deutschen vier bzw. drei Gewinnerinnen: Petra Schürmann (Deutschland, 1956), Eva Rueber-Staier (Österreich, 1969), Gabriella Brum (Deutschland, 1980, Rücktritt nach einem Tag), Ulla Weigerstorfer (Österreich, 1987).

## Vergangene Miss-World-Wahlen

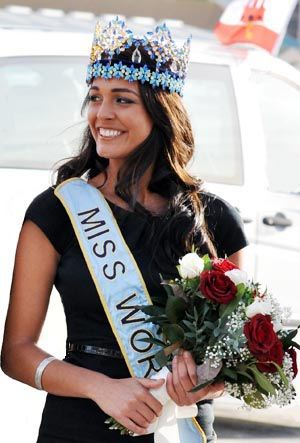
Kaiane Aldorino nach ihrem Sieg als Miss World 2009

| Jahr | Miss World                  | Land                    | Ort                                                            |
| ---- | --------------------------- | ----------------------- | -------------------------------------------------------------- |
| 1951 | Kiki Håkansson              | Schweden                | Lyceum Theatre, London, Vereinigtes Königreich                 |
| 1952 | May Louise Flodin           | Schweden                | Lyceum Theatre, London                                         |
| 1953 | Denise Perrier              | Frankreich              | Lyceum Theatre, London                                         |
| 1954 | Antigone Costanda           | Ägypten                 | Lyceum Theatre, London                                         |
| 1955 | Susana Duijm                | Venezuela               | Lyceum Theatre, London                                         |
| 1956 | Petra Schürmann             | Deutschland             | Lyceum Theatre, London                                         |
| 1957 | Marita Lindahl              | Finnland                | Lyceum Theatre, London                                         |
| 1958 | Penelope Anne Coelen        | Südafrika               | Lyceum Theatre, London                                         |
| 1959 | Corine Rottschäfer          | Niederlande             | Lyceum Theatre, London                                         |
| 1960 | Norma Cappagli              | Argentinien             | Lyceum Theatre, London                                         |
| 1961 | Rosemarie Frankland         | Vereinigtes Königreich  | Lyceum Theatre, London                                         |
| 1962 | Catharina Lodders           | Niederlande             | Lyceum Theatre, London                                         |
| 1963 | Carole Joan Crawford        | Jamaika                 | Lyceum Theatre, London                                         |
| 1964 | Ann Sydney                  | Vereinigtes Königreich  | Lyceum Theatre, London                                         |
| 1965 | Lesley Langley              | Vereinigtes Königreich  | Lyceum Theatre, London                                         |
| 1966 | Reita Faria                 | Indien                  | Lyceum Theatre, London                                         |
| 1967 | Madeleine Hartog Bell       | Peru                    | Lyceum Theatre, London                                         |
| 1968 | Penelope Plummer            | Australien              | Lyceum Theatre, London                                         |
| 1969 | Eva Rueber-Staier           | Österreich              | Royal Albert Hall, London                                      |
| 1970 | Jennifer Hosten             | Grenada                 | Royal Albert Hall, London                                      |
| 1971 | Lucia Tavares Petterle      | Brasilien               | Royal Albert Hall, London                                      |
| 1972 | Belinda Green               | Australien              | Royal Albert Hall, London                                      |
| 1973 | Marjorie Wallace            | Vereinigte Staaten      | Royal Albert Hall, London                                      |
| 1974 | Helen Morgan (Rücktritt)    | Vereinigtes Königreich  | Royal Albert Hall, London                                      |
| 1974 | Anneline Kriel              | Südafrika               | Royal Albert Hall, London                                      |
| 1975 | Wilnelia Merced             | Puerto Rico             | Royal Albert Hall, London                                      |
| 1976 | Cindy Breakspeare           | Jamaika                 | Royal Albert Hall, London                                      |
| 1977 | Mary Stävin                 | Schweden                | Royal Albert Hall, London                                      |
| 1978 | Silvana Suárez              | Argentinien             | Royal Albert Hall, London                                      |
| 1979 | Gina Swainson               | Bermuda                 | Royal Albert Hall, London                                      |
| 1980 | Gabriella Brum (Rücktritt)  | Deutschland             | Royal Albert Hall, London                                      |
| 1980 | Kimberley Santos            | Guam                    | Royal Albert Hall, London                                      |
| 1981 | Pilín León                  | Venezuela               | Royal Albert Hall, London                                      |
| 1982 | Mariasela Alvarez           | Dominikanische Republik | Royal Albert Hall, London                                      |
| 1983 | Sarah-Jane Hutt             | Vereinigtes Königreich  | Royal Albert Hall, London                                      |
| 1984 | Astrid Herrera              | Venezuela               | Royal Albert Hall, London                                      |
| 1985 | Hólmfríður Karlsdóttir      | Island                  | Royal Albert Hall, London                                      |
| 1986 | Giselle LaRonde             | Trinidad und Tobago     | Royal Albert Hall, London und Macau                            |
| 1987 | Ulla Weigerstorfer          | Österreich              | Royal Albert Hall, London und Malta                            |
| 1988 | Linda Pétursdóttir          | Island                  | Royal Albert Hall, London und Málaga                           |
| 1989 | Aneta Kręglicka             | Polen                   | Hong Kong Convention Exhibition Centre, Hongkong               |
| 1990 | Gina Marie Tolleson         | Vereinigte Staaten      | London Palladium, London                                       |
| 1991 | Ninibeth Jiminez            | Venezuela               | Atlanta, Georgia, Vereinigte Staaten                           |
| 1992 | Julija Kurotschkina         | Russland                | Sun City, Südafrika                                            |
| 1993 | Lisa Hanna                  | Jamaika                 | Sun City, Südafrika                                            |
| 1994 | Aishwarya Rai               | Indien                  | Sun City, Südafrika                                            |
| 1995 | Jacqueline Aguilera         | Venezuela               | Sun City, Südafrika                                            |
| 1996 | Irene Skliva                | Griechenland            | M. Chinnaswamy Stadium, Bangalore, Indien                      |
| 1997 | Diana Hayden                | Indien                  | Baie Lazare, Seychellen                                        |
| 1998 | Linor Abargil               | Israel                  | Lake Berjaya Mahé Beach Resort, Seychellen                     |
| 1999 | Yukta Mookhey               | Indien                  | Olympia Hall, London                                           |
| 2000 | Priyanka Chopra             | Indien                  | Millennium Dome, London                                        |
| 2001 | Agbani Darego               | Nigeria                 | Sun City, Südafrika                                            |
| 2002 | Azra Akın                   | Türkei                  | Alexandra Palace, London                                       |
| 2003 | Rosanna Davison             | Irland                  | Sanya, Hainan, Volksrepublik China                             |
| 2004 | María Julia Mantilla        | Peru                    | Sanya, Hainan, Volksrepublik China                             |
| 2005 | Unnur Birna Vilhjálmsdóttir | Island                  | Sanya, Hainan, Volksrepublik China                             |
| 2006 | Taťána Kuchařová            | Tschechien              | Warschau, Polen                                                |
| 2007 | Zhang Zilin                 | Volksrepublik China     | Sanya, Hainan, Volksrepublik China                             |
| 2008 | Xenia Suchinowa             | Russland                | The Sandton Convention Centre, Johannesburg                    |
| 2009 | Kaiane Aldorino             | Gibraltar               | Johannesburg, Südafrika                                        |
| 2010 | Alexandria Mills            | Vereinigte Staaten      | Sanya, Hainan, China                                           |
| 2011 | Ivian Sarcos                | Venezuela               | Earls Court Exhibition Centre, London                          |
| 2012 | Yu Wenxia                   | Volksrepublik China     | Dongsheng-Stadium, Ordos, Volksrepublik China                  |
| 2013 | Megan Young                 | Philippinen             | Bali Nusa Dua Convention Center, Indonesien                    |
| 2014 | Rolene Strauss              | Südafrika               | ExCel arena, London                                            |
| 2015 | Mireia Lalaguna Royo        | Spanien                 | Beauty Crown Grand Theatre, Sanya, Hainan, Volksrepublik China |
| 2016 | Stephanie Del Valle         | Puerto Rico             | MGM National Harbor, Oxon Hill, Maryland, Vereinigte Staaten   |
| 2017 | Manushi Chhillar            | Indien                  | Sanya City Arena, Sanya, Hainan, Volksrepublik China           |
| 2018 | Vanessa Ponce de León       | Mexiko                  | Sanya City Arena, Sanya, Hainan, Volksrepublik China           |
| 2019 | Toni-Ann Singh              | Jamaika                 | ExCeL, London, Vereinigtes Königreich                          |
| 2021 | Karolina Bielawska          | Polen                   | Coca-Cola Music Hall, San Juan, Puerto Rico                    |
| 2023 | Krystyna Pyszková           | Tschechien              | Mumbai, Indien                                                 |

## Gewinnerinnen nach Nationen

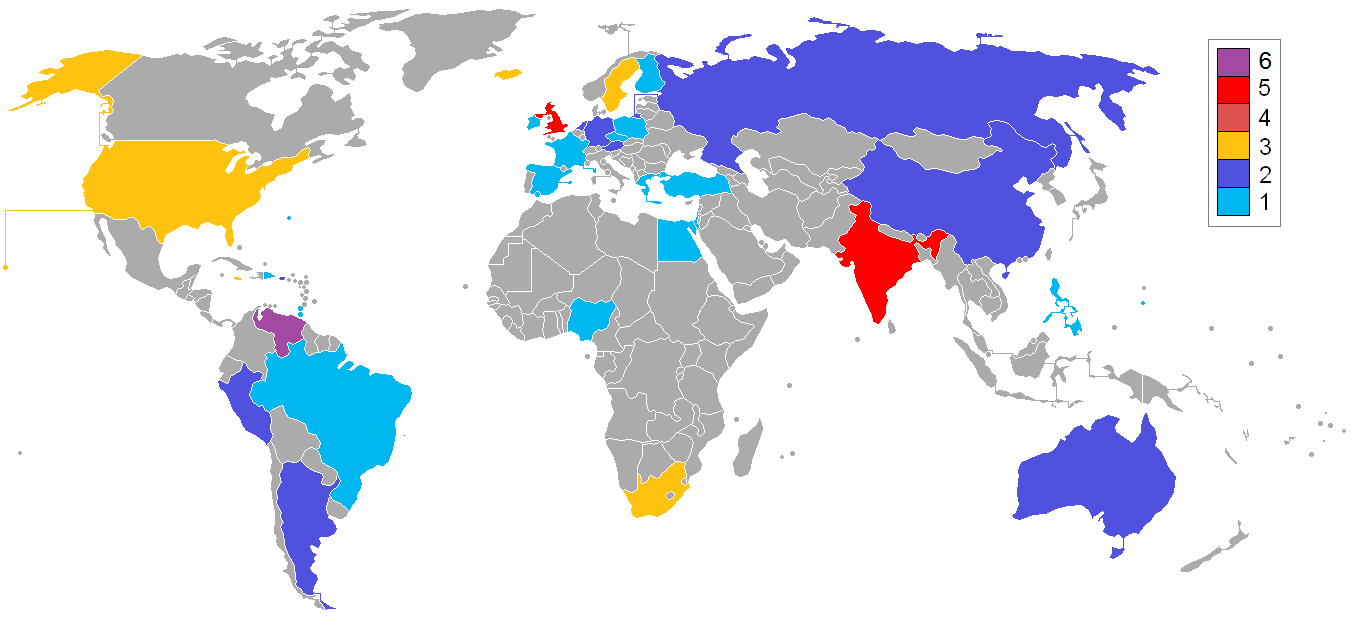
Gewinnerinnen nach Nationen (Stand: 2016)

| Land                    | Titelanzahl | Jahr                                               |
| ----------------------- | ----------- | -------------------------------------------------- |
| Venezuela               | 6           | 1955, 1981, 1984, 1991, 1995, 2011                 |
| Indien                  | 6           | 1966, 1994, 1997, 1999, 2000, 2017                 |
| Vereinigtes Königreich  | 5           | 1961, 1964, 1965, 1974 (Aufgabe), 1983             |
| Jamaika                 | 4           | 1963, 1976, 1993, 2019                             |
| Vereinigte Staaten      | 3           | 1973, 1990, 2010                                   |
| Island                  | 3           | 1985, 1988, 2005                                   |
| Schweden                | 3           | 1951, 1952, 1977                                   |
| Südafrika               | 3           | 1958, 1974 (nachträglicher Titelgewinn 1974), 2014 |
| Tschechien              | 2           | 2006, 2023                                         |
| Polen                   | 2           | 1989, 2021                                         |
| Volksrepublik China     | 2           | 2007, 2012                                         |
| Puerto Rico             | 2           | 1975, 2016                                         |
| Russland                | 2           | 1992, 2008                                         |
| Peru                    | 2           | 1967, 2004                                         |
| Österreich              | 2           | 1969, 1987                                         |
| Deutschland             | 2           | 1956, 1980 (Aufgabe)                               |
| Argentinien             | 2           | 1960, 1978                                         |
| Australien              | 2           | 1968, 1972                                         |
| Niederlande             | 2           | 1959, 1962                                         |
| Mexiko                  | 1           | 2018                                               |
| Spanien                 | 1           | 2015                                               |
| Philippinen             | 1           | 2013                                               |
| Gibraltar               | 1           | 2009                                               |
| Irland                  | 1           | 2003                                               |
| Türkei                  | 1           | 2002                                               |
| Nigeria                 | 1           | 2001                                               |
| Israel                  | 1           | 1998                                               |
| Griechenland            | 1           | 1996                                               |
| Trinidad und Tobago     | 1           | 1986                                               |
| Dominikanische Republik | 1           | 1982                                               |
| Guam                    | 1           | 1980 (nachträglicher Titelgewinn 1980)             |
| Bermuda                 | 1           | 1979                                               |
| Brasilien               | 1           | 1971                                               |
| Grenada                 | 1           | 1970                                               |
| Finnland                | 1           | 1957                                               |
| Ägypten                 | 1           | 1954                                               |
| Frankreich              | 1           | 1953                                               |